# Anderton-Gletscher
Der Anderton-Gletscher ist ein 11 km langer Gletscher im ostantarktischen Viktorialand. Er fließt von den Südhängen der Eisenhower Range zum Reeves-Gletscher, den er zwischen Mount Matz und dem Gebirgskamm Andersson Ridge erreicht.
Der United States Geological Survey kartierte ihn anhand eigener Vermessungen und mithilfe von Luftaufnahmen der United States Navy zwischen 1955 und 1963. Das Advisory Committee on Antarctic Names benannte ihn nach Peter Wightman Anderton, Glaziologe auf der McMurdo-Station zwischen 1965 und 1966.